# Empoasca juchani
Empoasca juchani är en insektsart som beskrevs av Anufriev 1973. Empoasca juchani ingår i släktet Empoasca och familjen dvärgstritar. Inga underarter finns listade i Catalogue of Life.